# Melanie Matthews
Melanie Matthews (* 6. August 1986 in Surrey, British Columbia) ist eine kanadische Softballspielerin.
Matthews nahm für das kanadische Team an den Olympischen Sommerspielen 2008 in Peking teil und gehörte dem WM-Team 2006 an. Sie war mehrfach erfolgreich im Canada Cup, bis 2008 stand sie fünfmal im Team der kanadischen Meistermannschaft.
Bei den Olympischen Spielen 2008 war sie die zweite Athletin, der es während der Olympischen Spiele 2004 und 2008 gelang, einen Run gegen das US-Team zu erzielen. Mit ihrem Team erreicht sie das Halbfinale, gewann aber keine Medaille.